# Amasya

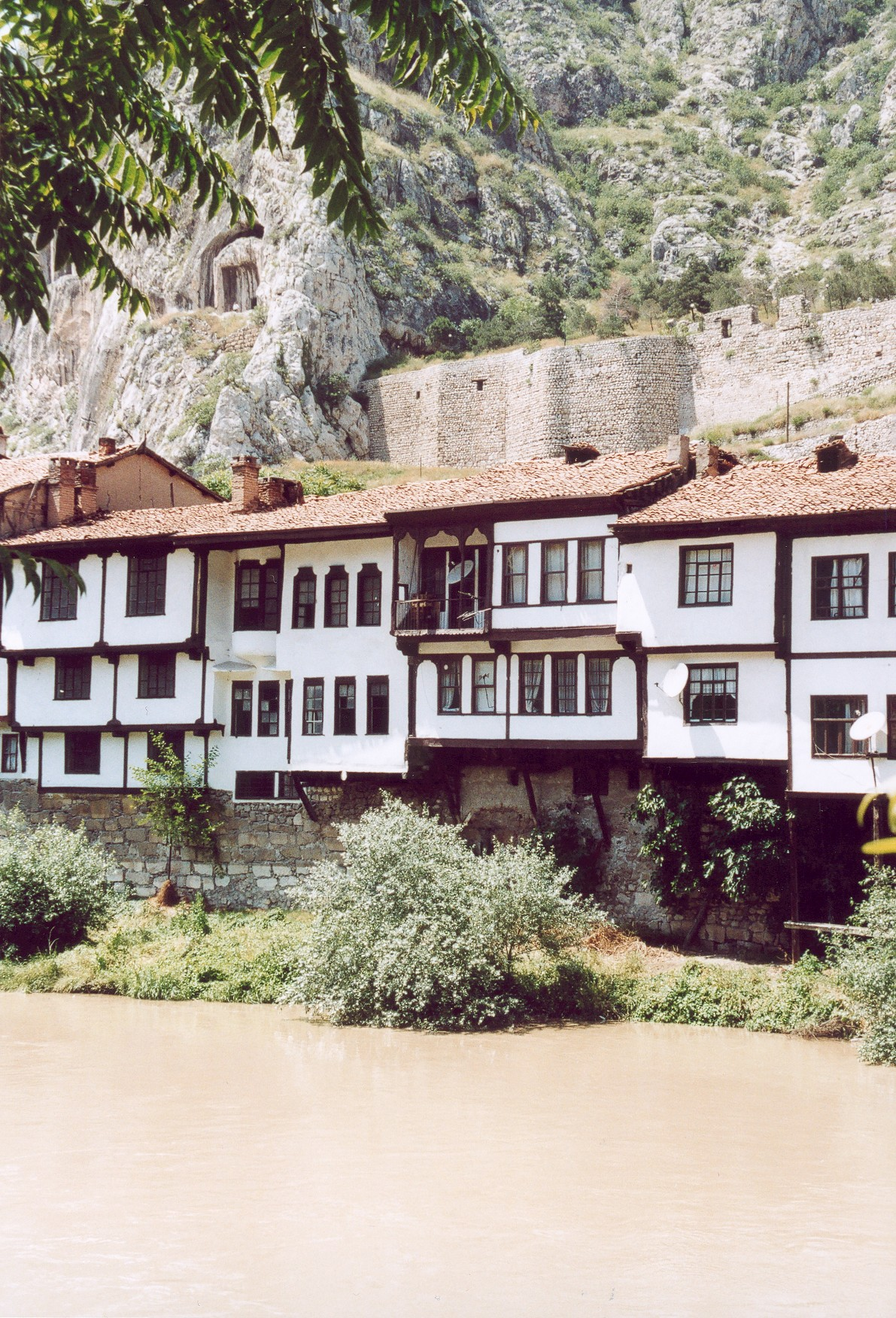
Amasya: Osmanische Häuser und eines der Königsgräber

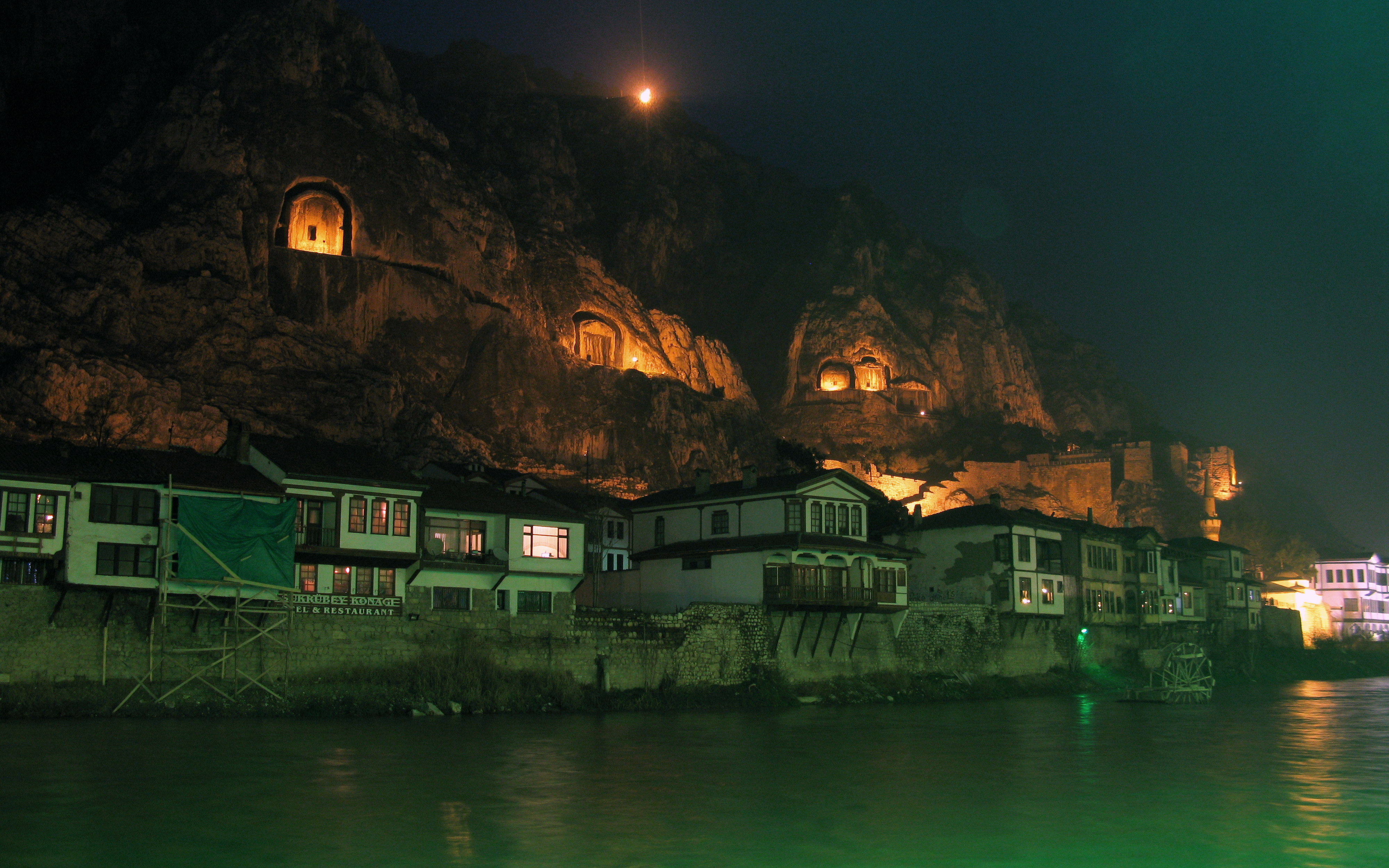
Pontische Königsgräber

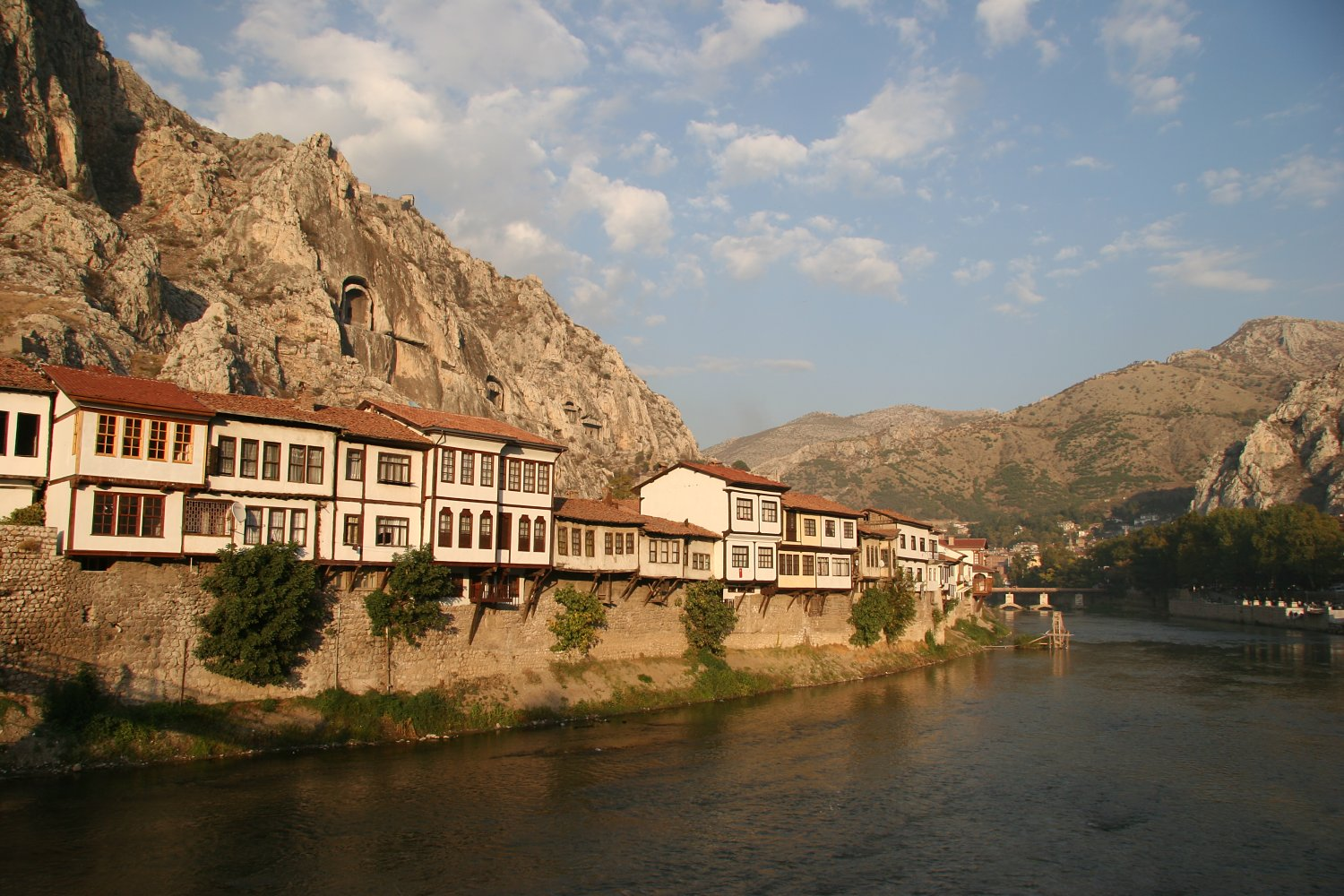
Spätosmanische Wohnhäuser am Fluss

Amasya (altgriechisch Άμάσεια Amáseia, lateinisch Amasia) ist eine über 100.000 Einwohner zählende Stadt in der Türkei und Hauptstadt der gleichnamigen Provinz Amasya. Gleichzeitig stellt sie auch den zentralen Landkreis (Merkez) dar.

## Geographie
Amasya liegt im Hinterland der Schwarzmeerküste im Pontischen Gebirge im engen Tal des Flusses Yeşilırmak auf 390 m ü. NN.
Der Hauptteil der Stadt erstreckt sich auf der Ostseite des Flusses, auf der Westseite liegen nur wenige Häuserzeilen zu Füßen des steilen Burgberges. Fünf Brücken verbinden beide Hälften der Stadt.
Der Landkreis wird innerhalb der Provinz Amasya von den Kreisen Suluova (im Nordwesten), Göynücek (im Südosten) sowie Taşova im Osten begrenzt. Des Weiteren bildet im Norden der Kreis Ladik der Provinz Samsun und im Süden der Kreis Turhal der Provinz Tokat die Grenze. Der Landkreis ist der größte und auch der bevölkerungsreichste der Provinz. Seine Bevölkerungsdichte liegt mit 78 Einwohnern je Quadratkilometer über dem Provinzdurchschnitt von 60 Einw. je km². Zum Kreis gehört neben der Kreisstadt noch eine weitere Stadt (Belde): Ende 2021 hatte Ziyaret 4048 Einwohner. Zum Kreis gehören noch 100 Dörfer (Köy) mit durchschnittlich 284 Einwohnern, 39 davon haben mehr Einwohner als der Durchschnitt. Die Einwohnerzahlen variieren von 1279 (Ezinepazar) herunter bis auf 18. Der städtische Bevölkerungsanteil liegt bei knapp 81 Prozent.

### Bevölkerungsentwicklung
Nachfolgende Tabelle zeigt den vergleichenden Bevölkerungsstand am Jahresende für die Provinz, den zentralen Landkreis und die Stadt Amasya und den jeweiligen Anteil an der übergeordneten Verwaltungsebene. Die Zahlen basieren auf dem 2007 eingeführten adressbasierten Einwohnerregister (ADNKS).

| Jahr | Provinz | Landkreis | Landkreis | Stadt    | Stadt   |
| Jahr | absolut | anteilig  | absolut   | anteilig | absolut |
| ---- | ------- | --------- | --------- | -------- | ------- |
| 2021 | 335.331 | 43,95     | 147.380   | 77,98    | 114.921 |
| 2020 | 335.494 | 43,90     | 147.266   | 77,66    | 114.366 |
| 2019 | 337.800 | 44,65     | 150.828   | 77,64    | 117.103 |
| 2018 | 337.508 | 44,17     | 149.084   | 76,42    | 113.932 |
| 2017 | 329.888 | 43,58     | 143.781   | 75,98    | 109.240 |
| 2016 | 326.351 | 42,82     | 139.732   | 74,88    | 104.629 |
| 2015 | 322.167 | 42,69     | 137.549   | 74,02    | 101.813 |
| 2014 | 321.913 | 42,23     | 135.950   | 72,77    | 98.935  |
| 2013 | 321.977 | 41,75     | 134.434   | 71,57    | 96.220  |
| 2012 | 322.283 | 41,31     | 133.133   | 69,01    | 91.874  |
| 2011 | 323.079 | 41,22     | 133.158   | 68,09    | 90.665  |
| 2010 | 334.786 | 42,90     | 143.635   | 69,55    | 99.905  |
| 2009 | 324.268 | 40,71     | 132.010   | 65,65    | 86.667  |
| 2008 | 323.675 | 39,76     | 128.703   | 63,87    | 82.200  |
| 2007 | 328.674 | 40,36     | 132.646   | 64,72    | 85.851  |

### Klimatabelle
|                        | Jan  | Feb  | Mär  | Apr  | Mai  | Jun  | Jul  | Aug  | Sep  | Okt  | Nov  | Dez  |   |       |
| Mittl. Temperatur (°C) | 2,8  | 4,6  | 8,5  | 13,3 | 17,8 | 21,6 | 24,2 | 24,4 | 20,5 | 15,2 | 8,2  | 4,4  | ⌀ | 13,8  |
| Mittl. Tagesmax. (°C)  | 7,4  | 10,2 | 15,0 | 20,6 | 25,6 | 29,3 | 31,9 | 32,3 | 28,6 | 22,7 | 14,6 | 8,9  | ⌀ | 20,6  |
| Mittl. Tagesmin. (°C)  | −0,7 | 0,2  | 3,3  | 6,9  | 11,1 | 14,7 | 17,0 | 17,3 | 13,4 | 9,2  | 3,3  | 1,1  | ⌀ | 8,1   |
|                        |      |      |      |      |      |      |      |      |      |      |      |      |   |       |
| Niederschlag (mm)      | 46,2 | 36,7 | 50,2 | 51,9 | 61,3 | 41,0 | 12,9 | 12,9 | 21,3 | 36,4 | 44,6 | 53,8 | Σ | 469,2 |
|                        |      |      |      |      |      |      |      |      |      |      |      |      |   |       |
| Sonnenstunden (h/d)    | 2,2  | 3,3  | 4,4  | 6,0  | 7,4  | 8,8  | 9,6  | 9,1  | 7,4  | 5,0  | 3,5  | 2,0  | ⌀ | 5,7   |
|                        |      |      |      |      |      |      |      |      |      |      |      |      |   |       |
| Regentage (d)          | 10,6 | 9,5  | 12,2 | 13,5 | 14,0 | 9,2  | 3,3  | 2,9  | 5,3  | 8,3  | 8,2  | 11,4 | Σ | 108,4 |

| −0,7 |

| 0,2 |

| 3,3 |

| 6,9 |

| 11,1 |

| 14,7 |

| 17,0 |

| 17,3 |

| 13,4 |

| 9,2 |

| 3,3 |

| 1,1 |

| −0,7 |

| 0,2 |

| 3,3 |

| 6,9 |

| 11,1 |

| 14,7 |

| 17,0 |

| 17,3 |

| 13,4 |

| 9,2 |

| 3,3 |

| 1,1 |

## Geschichte
Das heutige Amasya ist der Nachfolger der antiken Stadt Amaseia. Die Geschichte der Stadt geht bis in hethitische Zeit zurück, ihre wichtigste Bedeutung erlangt sie jedoch im Hellenismus: Von ca. 300 v. Chr. bis 183 v. Chr. war Amaseia Hauptstadt des Königreiches Pontos, anschließend wurde die Hauptstadt in das am Meer gelegene Sinope verlegt. Im 3. Mithridatischen Krieg wurde die Stadt 70 v. Chr. von den Römern erobert und 64 v. Chr. zunächst der römischen Provinz Bithynia et Pontus, seit 25 v. Chr. der Provinz Galatia zugeordnet.
In der Spätantike war die Stadt Metropolis der Provinz Diospontus bzw. Helenopontus, in byzantinischer Zeit Sitz des Themas Armeniakon. Der christliche Soldat Theodor von Euchaïta erlitt hier um 306 den Märtyrertod; er soll den Magna-Mater-Tempel in der Stadt eingeäschert haben und wurde deshalb gefoltert und verbrannt. 1076 wurde hier der verräterische normannische Söldner Roussel Phrangopolos von Emir Tutusch an die Byzantiner unter Alexios Komnenos übergeben. Der Danischmenden-Emir Danischmend Ghazi eroberte die Stadt 1075 und hielt sie, bis sie im späten 12. Jahrhundert an den seldschukischen Herrscher Kılıç Arslan II. überging. 1386 wurde die Region um Amasya Teil des Osmanischen Reiches. In osmanischer Zeit erreichte Amasya ab 1396 als Residenz der Prinzen des Herrscherhauses eine Blütezeit und wurde als Bagdad von Rum oder Oxford des Ostens bezeichnet, da sich hier bedeutende Ausbildungsstätten befanden. Spätestens im 19. Jahrhundert aber verlor Amasya an Bedeutung.
Im Türkischen Befreiungskrieg rief Mustafa Kemal von hier aus am 22. Juni 1919 zum nationalen Widerstand auf und berief den Kongress von Sivas ein.
Das römisch-katholische Titularerzbistum Amasea geht auf das ehemalige Bistum mit Sitz in Amasya zurück.

## Sehenswürdigkeiten
Ca. 250 m über der Stadt liegt die gut erhaltene Burg, die in Teilen noch hellenistisches Mauerwerk aufweist, in ihrer heutigen Form jedoch größtenteils byzantinisch ist. Stadt und Burg waren von einer teilweise heute noch gut erhaltenen hellenistischen (?) Mauer eingefasst. Im Fels unterhalb der Burg befinden sich in eindrucksvoller Lage fünf Kammergräber mit Fassaden, die den ersten fünf Königen von Pontos zuzurechnen sind.
Neben einigen Moscheen, Medresen und Türben des 13.–14. Jahrhunderts sind aus osmanischer Zeit die 1486 in Auftrag gegebene Sultan-Bayezit-Moschee (Sultan Bayezit Camii) zu nennen, daneben die ungewöhnliche achteckige Kapı-Ağası-Medrese (Kapı Ağası Medresesi) von 1488.
Die Stadt ist mehrfach durch Erdbeben stark zerstört worden, so 1734, 1825 und zuletzt 1936, jedoch immer wieder restauriert worden. Sehenswert sind besonders auch die zahlreichen spätosmanischen Wohnhäuser entlang des Flusses.
Von Interesse ist auch das Archäologische Museum. Es zeigt Funde aus allen Epochen von der Bronzezeit bis zur osmanischen Epoche. Prunkstück der Sammlung ist die Figurine von Amasya. Von 1864 bis 1924 gab es in der Nähe die theologische Schule namens Anatolia College, welche nach dem Griechisch-Türkischen Krieg ins Königreich Griechenland umziehen musste.

## Städtepartnerschaften
- Berat, Albanien
- Brindisi, Italien
- Bursa, Türkei
- Lecce, Italien
- Manisa, Türkei
- Nuuk, Grönland
- Osh, Kirgisistan
- Prizren, Kosovo
- Sapporo, Japan
- Shamakhi, Aserbaidschan
- Solingen, Deutschland
- Tulcea, Rumänien

## Persönlichkeiten
- Strabon (um 63 v. Chr.–um 23 n. Chr.), griechischer Historiker und Geograph, er beschrieb seine Heimatstadt in seinem Werk Geographika (12, 3, 39)
- Theodor Tiro († ca. 306), Heiliger der orthodoxen und katholischen Kirchen
- Şerefeddin Sabuncuoğlu (um 1385–1468), osmanischer Chirurg
- Sultan Murad II (1404–1451)
- Amasyalı Beyazıd Paşa, Großwesir des Osmanischen Reiches (1413–1421)
- Amirdovlat Amasiatsi, auch Amirdovlat von Amaseia (um 1420–1496), armenischer Arzt und Schriftsteller
- Sultan Selim I. (1470–1520)
- Léon Tutundjian (1905–1968), armenisch-französischer Maler, Bildhauer und Grafiker
- Adil Candemir (1917–1989), türkischer Ringer, Trainer Hamit Kaplans
- Hamit Kaplan (1934–1976), türkischer Ringer, zweimaliger Weltmeister
- Mevlüde Genç (1943–2022), deutsche Friedensaktivistin türkischer Herkunft
- Işın Yalçınkaya (* 1943), türkische Prähistorikerin und Archäologin
- Mahmut Demir (* 1970), türkischer Ringer, Olympionike, mehrfacher Europa- und Weltmeister
- Hakan Kutlu (* 1972), türkischer Fußballspieler und -trainer
- Uğur Dağdelen (1973–2015), türkischer Fußballspieler
- Ahmet Yıldırım (* 1974), türkischer Fußballspieler und -trainer
- Reşat Karagöz (* 1975), türkischer Politiker
- Sezer Akgül (* 1988), türkischer Ringer